# Saint-laurent
Pour les articles homonymes, voir Saint-Laurent.
Le saint-laurent est un fromage français fabriqué dans le pays de Champsaur, commune située dans le département des Hautes-Alpes en Provence-Alpes-Côte d'Azur. 
Il s'agit d'un fromage crémeux dans le style du brillat-savarin.
C'est un fromage à base de lait de vache, à pâte molle à croûte fleurie.